# Krzysztof Franciszek Falibogowski
Krzysztof Franciszek Falibogowski – staropolski pisarz, poeta. Prawdopodobnie żył w latach 1575–1625, uczył religii we Lwowie.
Napisał Incursia tatarska (1624) oraz Discvrs marnotractwa y zbytkv Korony polskiey wydany w 1625 Krakowie lub 1626 roku w Jarosławiu.